# PINKのCHAO
「PINKのCHAO」（ピンクのチャオ）は、1987年4月15日にリリースされた、渡辺美奈代の通算4枚目のシングル。CBSソニーより発売された。

## 解説
- 曲の冒頭に「ヤアッ！」という幼児の声が収録されているが、この声はレコーディングスタッフの実子のもの。
- 理解不能なキャッチーなタイトルについては、“PINK”は頬の色で、“CHAO”は友達以上、恋人未満の揺れる恋心を表現しているという説がある[1]。
- デビュー曲から前曲までザ・ベストテンでは3曲すべてランクインしていたが、出演拒否を続けており、4曲目のこの曲で同番組初登場となった。
- デビュー曲から続いてきた秋元康、後藤次利コンビによる作品としては本作が最後となっている。
- おニャン子時代しか知らない者にとっては、渡辺のイメージともなっているが、夕やけニャンニャンの制作スタッフ、作家陣が構想していた“純粋培養”された正統派アイドル路線は早くも本作で最後となる状況になった。これ以降の楽曲はめまぐるしく方針転換を繰り返し、最後までどの曲が代表作になるのか、誰にもわからないほどバリエーションが増えていくことになる。

## 収録曲
1. PINKのCHAO（3:41）
  - 作詞: 秋元康、作曲・編曲: 後藤次利
2. いじめないで（4:07）
  - 作詞: 秋元康、作曲・編曲: 後藤次利

## 収録作品
CD
- SONY ORIGINAL DEMONSTRATION DISC REBECCA in Liberty（1987年発表の非売品CD、規格品番：YEDS-35）
- ホッピング
- KISS! KISS! KISS! -MINAYO WATANABE BEST-
- 渡辺美奈代ベスト・コレクション
- GOLDEN☆BEST 渡辺美奈代 SINGLES
- 渡辺美奈代 30th Anniversary Complete Singles Collection Disc 1 M-7/M-8
- おニャン子クラブA面コレクション Vol.4 M-12
- おニャン子クラブB面コレクション Vol.4 M-12
- 結成30周年記念CD-BOX シングルレコード復刻ニャンニャン Disc 55 ※オリジナカラオケ含む
- おニャン子クラブ(結成30周年記念) シングルレコード復刻ニャンニャン［通常盤］4 Disc 2 M-1/M-2